# Das Herz eines Boxers
Das Herz eines Boxers ist das siebte Studioalbum des deutschen Sängers Marius Müller-Westernhagen. Es erschien am 21. Oktober 1982 bei WEA Records.

## Entstehung
Das Herz eines Boxers wurde mit Lothar Meid im Townhouse Studio, London, produziert und aufgenommen. Westernhagen hatte zu dieser Zeit sowohl als Schauspieler wie auch als Musiker inzwischen Star-Status erreicht. Das Album fiel experimenteller aus als zuvor, ähnlich wie der etwa zur selben Zeit erschienene Film Der Mann auf der Mauer – Westernhagen probierte es in dieser Phase „mit neuen Sounds und messerscharfer Rollenlyrik“. Das schwarz-weiße Coverfoto von Dieter Eikelpoth nach einer Idee von Westernhagen selbst zeigt ihn als Boxer. 1990 erschien das Album als Wiederveröffentlichung auch auf CD.

## Titelliste
1. An den Händen einer Hure – 4:08
2. Journalisten – 3:00
3. Dass da was war – 3:36
4. Spring doch schon – 3:44
5. Was ist los mit mir – 2:38
6. Hollywood – 2:21
7. Rien ne va plus – 3:43
8. Ich hab keine Lust mehr im Regen zu stehn – 3:15
9. Der heilige Schwanz – 4:01
10. Lieber Gott – 3:41
11. Friseuse – 0:40
12. Der heilige Schwanz (Abspann) – 0:31

## Rezeption

### Charts und Chartplatzierungen
Das Herz eines Boxers stieg am 15. November 1982 auf Rang 28 der deutschen Albumcharts ein. Seine beste Platzierung erreichte es zwei Wochen später mit Rang elf in der Chartwoche vom 29. November 1982. Das Album konnte sich 17 Wochen in den Charts platzieren, letztmals in der Chartwoche vom 7. März 1983.
Für Westernhagen avancierte Das Herz eines Boxers nach Sekt oder Selters, Mit Pfefferminz bin ich dein Prinz und Stinker (alle 1981) zum vierten Chartalbum in Deutschland.
| ChartsChartplatzierungen | Höchstplatzierung | Wochen |
| ------------------------ | ----------------- | ------ |
| Deutschland (GfK)        | 11 (17 Wo.)       | 17     |

### Auszeichnungen für Musikverkäufe
1995 wurde für Das Herz eines Boxers für über 250.000 verkaufte Einheiten eine Goldene Schallplatte in Deutschland verliehen.
| Land/Region        | Auszeichnungen für Musikverkäufe (Land/Region, Auszeichnung, Verkäufe) | Verkäufe |
| ------------------ | ---------------------------------------------------------------------- | -------- |
| Deutschland (BVMI) | Gold                                                                   | 250.000  |
| Insgesamt          | 1× Gold ·                                                              | 250.000  |